# Naoki Yuasa
Naoki Yuasa (jap. 湯浅 直樹, Yuasa Naoki; * 24. April 1983 in Sapporo) ist ein japanischer Skirennläufer. Seine Spezialdisziplin ist der Slalom.

## Biografie
Yuasa bestritt seine ersten FIS-Rennen im November 1998. Vier Monate später nahm er erstmals am Far East Cup teil. Ab der Saison 2002/03 gehörte er zu den besten Slalomläufern seines Landes und sicherte sich zweimal die Slalomwertung im Far East Cup. Seit März 2001 nahm er auch regelmäßig an Europacuprennen teil, musste aber mit vielen Ausfällen kämpfen und konnte nur in der Saison 2007/08 konstant gute Leistungen erzielen.
Nachdem er zu Beginn des Jahres 2003 seine ersten Siege im Far East Cup feierte und am 3. März seinen ersten japanischen Meistertitel gewann, ging Yuasa am 8. März in Shigakogen erstmals in einem Weltcupslalom an den Start. Vor allem in den ersten Jahren musste er aber mit vielen Ausfällen kämpfen und konnte sich nur sehr selten für den zweiten Durchgang qualifizieren. Die ersten Weltcuppunkte holte er am 13. Dezember 2004 mit Platz 21 im Slalom von Sestriere. Bei seiner ersten Weltmeisterschaftsteilnahme in Bormio 2005 erreichte er als bester Japaner den 18. Platz im Slalom.
Zum zweiten Mal im Weltcup punktete Yuasa am 22. Dezember 2005 in Kranjska Gora. Dort belegte er überraschend den siebenten Platz. Damit konnte er auch bei den Olympischen Winterspielen 2006 in Turin starten und erreichte dort nicht weniger überraschend ebenfalls den siebenten Platz im Slalom. Im März 2006 wurde er zum zweiten Mal Japanischer Meister. Bei den Weltmeisterschaften 2007 belegte er, wie bereits zwei Jahre zuvor, den 18. Slalomrang. Im Weltcup erreichte er in der Saison 2006/07 aber nur einmal einen 29. Rang, in der folgenden Saison kam er immerhin viermal in die Punkteränge und konnte sich gegen Saisonende zweimal unter den besten 15 platzieren. In der Saison 2008/09 holte er zweimal Weltcuppunkte, sein bestes Resultat war der 14. Rang im Nachtslalom von Schladming. Bei seiner dritten Weltmeisterschaftsteilnahme in Val-d’Isère 2009 belegte er den 29. Rang im Riesenslalom, im Slalom fiel er im ersten Lauf aus.
In der Saison 2009/10 erreichte Yuasa mit Platz acht im Nachtslalom von Schladming sein zweites Top-10-Ergebnis im Weltcup. Zudem feierte er zwei Siege im Europacup. Auch in der folgenden Saison 2010/11 erreichte er auf der Schladminger Planai als Zehnter sein bestes Weltcupergebnis des Winters. Nachdem er an den Olympischen Spielen 2010 nicht teilgenommen hatte, erreichte er bei den Weltmeisterschaften 2011 im Slalom den sechsten Platz. In der Saison 2011/12 erzielte Yuasa mit dem zwei fünften Plätzen in den Slaloms von Schladming und Bansko seine bis dahin besten Weltcupergebnisse.
Am 18. Dezember 2012 erreichte Yuasa mit dem dritten Platz im Nachtslalom der 3-Tre-Rennen von Madonna di Campiglio seinen ersten Podestplatz im Weltcup. Er lag nach dem ersten Durchgang nur an 26. Stelle, konnte sich aber mit der zweitschnellsten Zeit im zweiten Lauf trotz starker Rückenschmerzen wegen eines Bandscheibenvorfalls noch auf den dritten Endrang verbessern. Ähnliches gelang ihm am 6. Januar 2014 im Slalom von Bormio, als er sich im zweiten Durchgang vom 21. auf den 4. Platz verbesserte. 2016 erreichte er dann in Madonna di Campiglio den 8. Platz im Slalom.

## Erfolge

### Olympische Winterspiele
- Turin 2006: 7. Slalom

### Weltmeisterschaften
- Bormio 2005: 18. Slalom
- Åre 2007: 18. Slalom
- Val-d’Isère 2009: 29. Riesenslalom
- Garmisch-Partenkirchen 2011: 6. Slalom

### Juniorenweltmeisterschaften
- Tarvisio 2002: 25. Kombination, 27. Slalom, 50. Super-G, 56. Abfahrt

### Weltcup
- 12 Platzierungen unter den besten zehn, davon 1 Podestplatz

### Weltcupwertungen
| Saison  | Gesamt | Gesamt | Slalom | Slalom |
| Saison  | Platz  | Punkte | Platz  | Punkte |
| ------- | ------ | ------ | ------ | ------ |
| 2004/05 | 132.   | 10     | 51.    | 10     |
| 2005/06 | 89.    | 49     | 31.    | 49     |
| 2006/07 | 147.   | 2      | 60.    | 2      |
| 2007/08 | 91.    | 46     | 35.    | 46     |
| 2008/09 | 102.   | 30     | 37.    | 30     |
| 2009/10 | 78.    | 70     | 23.    | 70     |
| 2010/11 | 101.   | 49     | 33.    | 49     |
| 2011/12 | 56.    | 154    | 20.    | 154    |
| 2012/13 | 52.    | 143    | 19.    | 143    |
| 2013/14 | 68.    | 80     | 24.    | 80     |
| 2014/15 | 94.    | 47     | 28.    | 47     |
| 2015/16 | 125.   | 17     | 40.    | 17     |
| 2016/17 | 52.    | 137    | 16.    | 137    |

### Far East Cup
Disziplinenwertung:
- Saison 2002/03: 3. Gesamtwertung, 1. Slalom
- Saison 2003/04: 2. Slalom
- Saison 2004/05: 4. Gesamtwertung, 1. Slalom
- 14 Podestplätze, davon 11 Siege:

| Datum           | Ort                | Land     | Disziplin |
| --------------- | ------------------ | -------- | --------- |
| 17. Januar 2003 | Yongpyong          | Südkorea | Slalom    |
| 4. März 2003    | Nozawa Onsen       | Japan    | Slalom    |
| 12. März 2003   | Happo One          | Japan    | Slalom    |
| 5. März 2004    | Shigakogen         | Japan    | Slalom    |
| 6. März 2004    | Shigakogen         | Japan    | Slalom    |
| 10. März 2005   | Nozawa Onsen       | Japan    | Slalom    |
| 13. März 2005   | Shigakogen         | Japan    | Slalom    |
| 14. März 2005   | Shigakogen         | Japan    | Slalom    |
| 2. März 2015    | Hakuba             | Japan    | Slalom    |
| 9. März 2015    | Shigakogen         | Japan    | Slalom    |
| 21. März 2016   | Juschno-Sachalinsk | Russland | Slalom    |

### Europacup
- Saison 2007/08: 5. Slalomwertung
- Saison 2009/10: 5. Slalomwertung
- 8 Podestplätze, davon 3 Siege:

| Datum           | Ort            | Land      | Disziplin |
| --------------- | -------------- | --------- | --------- |
| 7. Februar 2006 | Ordina Arcalis | Andorra   | Slalom    |
| 22. Januar 2010 | Bansko         | Bulgarien | Slalom    |
| 24. Januar 2010 | Bansko         | Bulgarien | Slalom    |

### Nor-Am-Cup
- 3 Platzierungen unter den besten 10, davon 1 Podestplatz

### Winter-Universiade
- Innsbruck 2005: 6. Riesenslalom, DNS Slalom
- Bardonecchia 2006: DNF Riesenslalom, DSQ Slalom

### Weitere Erfolge
- sechs japanischer Meistertitel im Slalom (2003, 2006, 2016, 2017, 2018, 2021)
- 6 Siege in FIS-Rennen